# Elenkiniana
Elenkiniana is een geslacht van korstmossen behorend tot de familie Teloschistaceae. De typesoort is Elenkiniana gloriae.

## Soorten
Volgens Index Fungorum telt het geslacht drie soorten (peildatum oktober 2021):
| Soortnaam               | Auteur(s)                                                                              | Publicatiejaar |
| ----------------------- | -------------------------------------------------------------------------------------- | -------------- |
| Elenkiniana ehrenbergii | (Müll. Arg.) S.Y. Kondr., Kärnefelt, Elix, A. Thell, Jung Kim, A.S. Kondr. & Hur       | 2014           |
| Elenkiniana gloriae     | (Llimona & Werner) S.Y. Kondr., Kärnefelt, Elix, A. Thell, Jung Kim, A.S. Kondr. & Hur | 2014           |
| Elenkiniana gomerana    | (J. Steiner) S.Y. Kondr., Kärnefelt, Elix, A. Thell, Jung Kim, A.S. Kondr. & Hur       | 2014           |